# Borjúmentési akció
A Borjúmentési akció (Fun with Veal) a South Park című amerikai animációs sorozat 83. része (a 6. évad 4. epizódja). Elsőként 2002. március 27-én sugározták az Egyesült Államokban, Magyarországon 2005. március 1-jén mutatta be a Cool TV.

## Cselekmény
|  | Alább a cselekmény részletei következnek! |

Az osztály túrázni megy egy farmra, ahol Stan megsajnálja a kis borjúkat (mivel láncra verve tartják és a húsukért megölik őket). Kyle-lal, Cartmannel és Buttersszel ellopják az állatokat és Stan szobájában tartják őket. 
Stan, Kyle és Butters szülei is próbálják meggyőzni a fiúkat arról, hogy engedjék el a borjakat, ám ők hajthatatlanok. Ahhoz, hogy bejussanak, le kéne bontani a fél házat, ezért a rendőrség inkább közvetítőt hív, hogy beszéljen a fiúkkal. Cartman beszél a kőzvetítővel, így nem csak időt, hanem fegyvereket és még egy rakétát is kiharcol maguknak, továbbá azt, hogy a borjakat átnevezzék "megkínzott bébi bocik"-ká, mivel azt ígéri, cserébe borjakat adnak ki az FBI-nak. Cartman anyja ételt csempész fel a fiúknak, ám Stan nem hajlandó húst enni, így kezd egyre rosszabbul lenni. 
A fiúk megpróbálják átcsempészni a borjakat a határon egy kamionnal, amit a Star Trek egyik szereplője vezet (ezt szintén a közvetítő szerzi meg nekik, akit végül kirúgnak). A rendőrség leállítja a kamiont és a fiúk Stan rosszul létéből rájönnek, hús nélkül nem lehet élni. Visszaviszik a borjakat, de a farm tulajdonosa szabadon ereszti azokat – mivel a borjak át lettek nevezve és „bébi boci” néven nehéz lenne eladni a húsukat. Stant a kórházban marhavéres vérátömlesztéssel mentik meg.   